# アマチュアサッカーイングランド代表
アマチュアサッカーイングランド代表（アマチュアサッカーイングランドだいひょう、英: England national amateur football team）は、サッカーにおいてイングランドを代表するアマチュアチームであった。アマチュア代表は、プロ競技の成長によってアマチュア選手が主たるイングランド代表でプレーすることが簡単ではなくなったことから、1906年に結成された。

## 初試合と連勝
アマチュア代表の初の国際試合は1906年11月1日にフランスとの間で行われ、スタンレー・ハリスが7ゴール、ビビアン・ウッドワードが4ゴールを挙げ、イングランドが15対0で勝利した。アマチュア代表チームは、ヨーロッパのフル代表（大抵アマチュアとプロ選手の混合チーム）と多くの国際試合を行った。イングランドアマチュアチームは1906年から1910年の20試合で無敗を誇った。これらのアマチュア代表の試合はフル代表による国際試合とはイングランドサッカー協会 (FA) から見做されていないが、相手国からはフル代表による試合であると見做されている。1909年、イングランドアマチュアチームはドイツおよびベルギーにそれぞれ9対0、11対2で勝利した。これは、ドイツおよびベルギー代表にとって最大差の敗戦試合である。

## イングランドアマチュアおよびグレートブリテンオリンピック代表
1908年ロンドンオリンピックおよび1912年ストックホルムオリンピックにおいて、イングランドアマチュア代表が事実上オリンピックサッカーグレートブリテン代表であったかどうかについては意見の相違がある。FAのウェブサイトではこれらの大会での金メダルはイギリス代表よりもイングランドアマチュア代表の勝利であると見做している。Bryon Butlerによる本では、優勝チームの名義はイングランドとされている。逆に、Mark Chapmanの「England's Amateurs」サイトでは1908年および1912年のチームはグレートブリテンであったと記されており、写真による証拠ではこれらのチームのユニフォームにはユニオンフラッグが付いている事実を指摘している。1956年 メルボルン大会では、チームは「グレートブリテン」としてプレーしたが、チームはFAによって組織され、その他のホーム・ネイションズが支援の手を引いたため代表はイングランド人のみで構成された。

## 解体および継承
イングランドアマチュアチームは、FAがアマチュアとプロ選手の間の区別を廃止し、共に「players」と呼んだ、1974年に解散された。現在はナショナル・リーグ・システムからの選手で構成されたセミプロ代表チームがその地位にある。